# Hermann von Niederaltaich

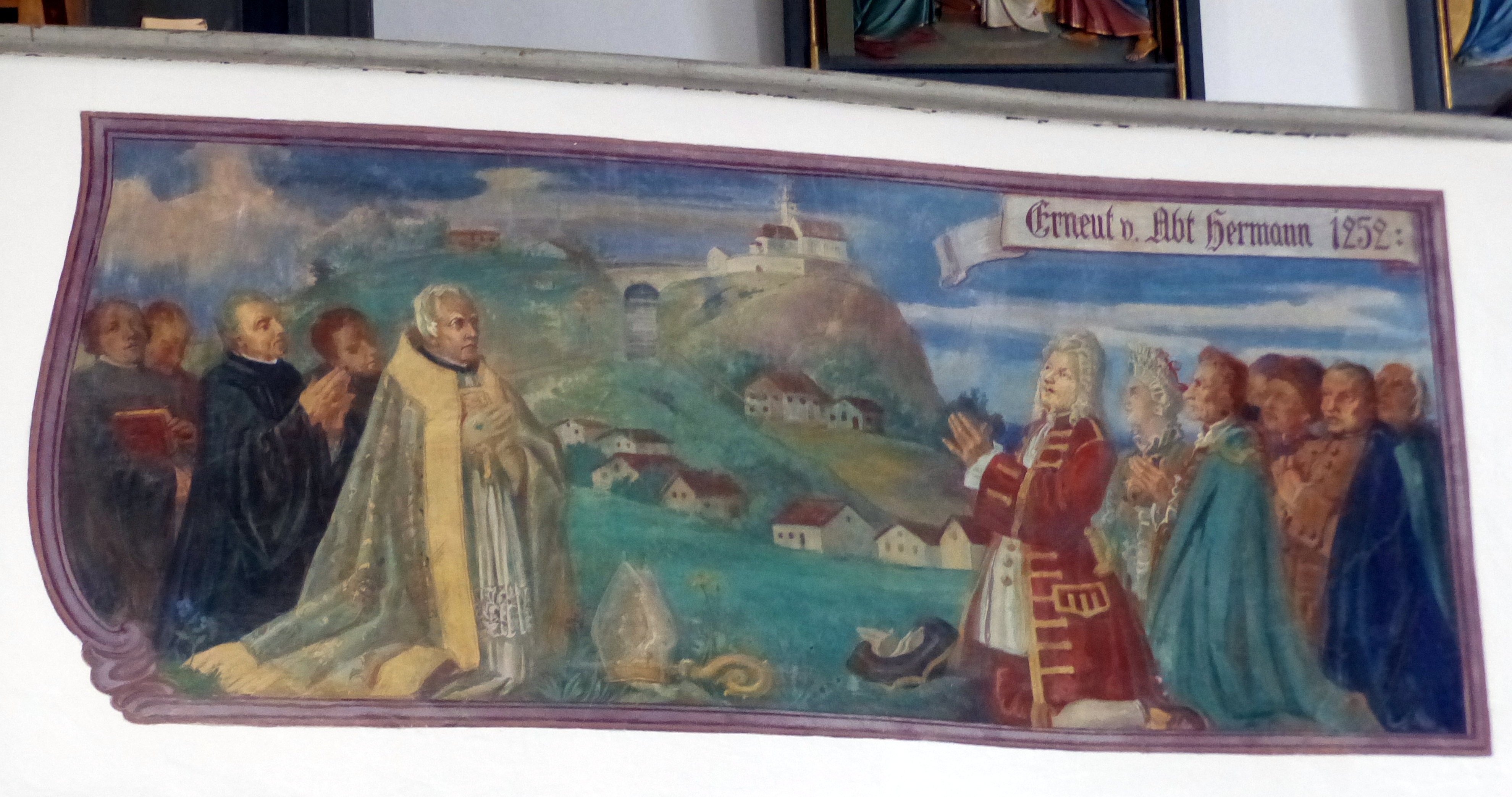
Hermann von Niederaltaich erneuert die Marienkirche in Hengersberg

Hermann von Niederaltaich, auch Hermannus Altahensis (* zwischen 1200 und 1202; † 31. Juli 1275 im Kloster Niederaltaich), war ein Benediktiner, Abt von Niederaltaich und Chronist.

## Leben
Hermanns Geburtsort und sein frühes Aufwachsen sind nicht überliefert. Seine Bildung erhielt er an der Klosterschule von Niederaltaich. Er trat in die Gemeinschaft des Klosters ein und wurde Kustos der Klosterkirche. Dies ermöglichte ihm ein umfangreiches Urkundenstudium und ebnete den Weg zu seiner Chronistentätigkeit. Er wurde vom Abt des Klosters als Gesandter nach Verona zum Kaiser sowie zweimal nach Rom beauftragt.
Hermann wurde 1242 zum Abt des Klosters erwählt. Aufgrund günstiger Umstände und geschickter Führung konnte er die wirtschaftlichen, baulichen und innerklösterlichen Verhältnisse einer beachtlichen Verbesserung zuführen. Darüber hinaus wirkte er auch positiv auf benachbarte Klöster ein. Unter anderem soll er begünstigend in einem guten Verhältnis zu den Herzögen von Bayern und König Ottokar II. von Böhmen gestanden und über diese Verbindung die rechtliche Position des Klosters gestärkt haben. Umfangreiches Zeugnis über die Entwicklungen der Zeit geben seine Schriften, insbesondere seine Annales Althaensis gelten als wertvolle zeitgenössische Quelle. Auch sein Steuerregister stellt für viele Orte des Umlandes die erste urkundliche Erwähnung dar. Er soll außerdem mit dem päpstlichen Gesandten Albert Behaim im persönlichen Kontakt gestanden haben.
Unter Abt Hermann erfuhr das Kloster Niederaltaich eine intensive Bautätigkeit. So erhielt die romanische Klosterkirche einen dreischiffigen Hallenchor, der 1270 durch Bischof Petrus von Passau geweiht wurde. Gleichzeitig entstanden der Neubau eines beheizten Refektoriums mit Küche sowie mehrere Gebäude im Klosterbereich, darunter eine Brauerei, eine Küsterei, eine Wärmestube für die Laienbrüder und ein steinernes Gästehaus. Ab 1259 begann Abt Hermann mit der Umwehrung des Klosterbereichs durch eine 5 m hohe Ringmauer mit Zinnenkranz und Wehrtürmen.
Hermann musste 1273 aus gesundheitlichen Gründen seine Stellung als Abt aufgeben. Nach seinem Tod 1275 verfasste sein Sekretär, der spätere Abt von Metten Henricus Stero eine Eloge auf ihn.

## Werke (Auswahl)
- Die Urbare Abt Hermanns von Niederalteich, in 2 Bänden bearbeitet von Josef Klose, Quellen und Erörterungen zur Bayerischen Geschichte Nr. 43, München 2003.
- De rebus suis gestis, in: Monumenta Germaniae Historica Scriptores (MGH SS.) 17, 1861, S. 357 ff.
- De institutione monasterio Altaha, in: MGH SS. 17, 1861, S. 369 ff.
- Annales Althaensis (1137–1273), in: MGH SS. 17, 1861, S. 381 ff.